# Ohrenbach (Weilbach)

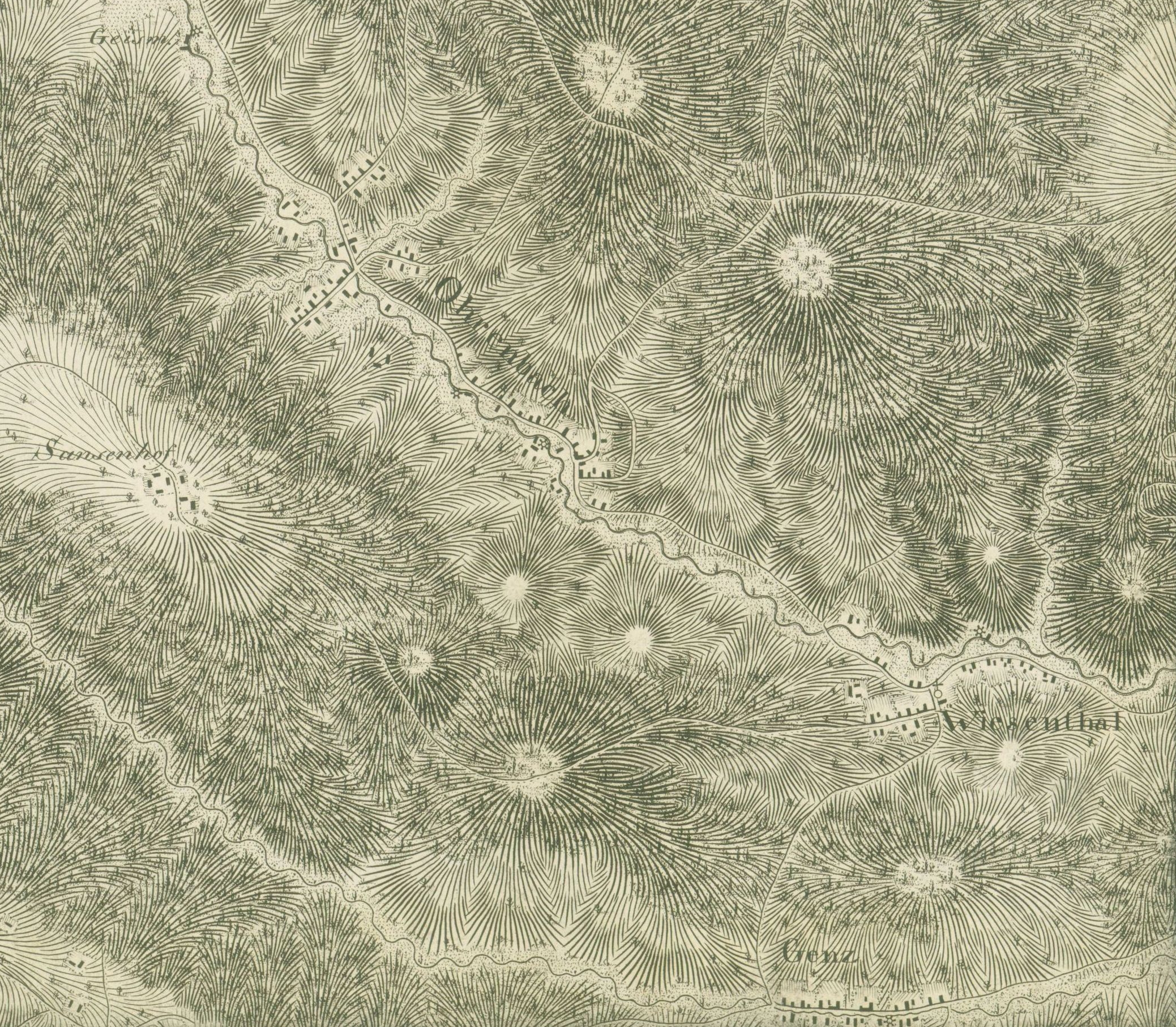
Ausschnitt aus der Haas’schen Karte von etwa 1800 mit Ohrenbach

Ohrenbach, Schreibweise historisch teilweise auch Ohrnbach, ist ein zum größeren Teil zum Markt Weilbach gehörender Weiler im unterfränkischen Landkreis Miltenberg.

## Geographie
Ohrenbach liegt im Odenwald im Tal des namensgebenden Ohrenbaches an der Kreisstraße MIL 6, zwischen Vielbrunn und Wiesenthal, direkt an der Grenze zum Odenwaldkreis (Hessen). Ein kleiner Teil des Weilers liegt auf hessischer Seite und gehört zu Michelstadt. Nordöstlich von Ohrenbach befindet sich der Ort Rüdenau. Der Ort liegt fast am Ende des Tales, das sich danach steil zum Odenwaldhöhenzug nach Vielbrunn und Bremhof schließt.

## Geschichte
Ursprünglich war Ohrenbach ein selbstständiges Dorf mit mehreren, heute zum Großteil nicht mehr bestehenden Höfen. Es wurde im Jahr 1266 als „Arenbach“ erstmals erwähnt.
Für 1724 wird ein Lehrer genannt. Der Unterricht fand in Bauernhäusern statt, 1857 befand sich das Schulhaus bei der 1776 errichteten und 1895 wieder abgebrochenen  Kapelle, 1873 in einem anderen Bauernhaus, heute „Prinzenhaus“ genannt. Die Schule wurde 1882 aufgelöst. Nur von 1947 bis 1950 gab es nochmals kurz eine provisorische Schule im Försterhaus.
Ohrenbach hatte im Jahre 1803 152 Einwohner. Im Jahr 1831 war Ohrenbach ein Kirchdorf der katholischen Pfarrei Weilbach im Herrschaftsgericht Amorbach. Der Ort hatte 200 Einwohner in 17 Häusern und eine Mahl- und eine Schleifmühle. Er war Nebenzollstation zum Großherzogtum Hessen. Wegen der Eingemeindung von Wiesenthal im Jahr 1840 war der Gemeindename bis zur Umbenennung im Jahr 1870 Ohrenbach-Wiesenthal. 1848 wird Ohrenbach als ein Kirchdorf in der Pfarrei Weilbach auf dem Gebiet des Herrschaftsgerichts Amorbach mit 19 Häusern und 217 Einwohnern, einer Mühle und Weihern erwähnt, das einen dreitägigen Jahrmarkt auf freiem Felde abhielt. Im Jahr 1861 hatte die Gemeinde Ohrenbach-Wiesenthal im Bezirksamt Miltenberg die vier Orte Berghof, Mangelhof, Ohrenbach und Wiesenthal. Zwischen 1840 und 1885 sank die Einwohnerzahl von 232 auf 45. 1892 wurde die Gemeinde Ohrenbach nach Weckbach eingemeindet, das Gemeindeeigentum fiel an den Fürsten zu Leiningen. 1950 waren im Weiler nur noch vier Wohngebäude mit 30 Einwohnern. Die Gemeinde Weckbach mit ihrem Gemeindeteil Ohrenbach wurde 1977 nach Weilbach eingemeindet.
1997 wurde am Standort der ehemaligen Kapelle ein Denkmal errichtet. Heute befindet sich oberhalb des ehemaligen Ortes ein Golfplatz. Vom unterhalb desselben gelegenen Gasthof sind mehrere Rundwanderwege ausgezeichnet. Einer davon führt an einem vermutlich römischen Bauwerk, der Ohrenbacher Schanze, vorbei, von der nicht klar ist, in welcher Stellung es zum Odenwaldlimes oder zum später vorverlegten „nassen Limes“ am Main – dem Obergermanisch-Raetischen Limes – steht.

## Einwohnerentwicklung
| Jahr                | 1831 | 1840 | 1848 | 1852 | 1855 | 1861 | 1867 | 1871 | 1875 | 1885 | 1900 | 1925 | 1950 | 1961 | 1970 | 1987 |
| Einwohner Gemeinde  |      | 232  | 217  | 189  | 171  | 178  | 170  | 165  | 140  | 045  |      |      |      |      |      |      |
| Einwohner Kirchdorf | 200  |      |      |      |      | 161  |      | 122  | 101  | 28   | 12   | 24   | 30   | 31   | 8    | 17   |
| Wohngebäude Dorf    | 17   |      | 19   |      |      |      |      |      |      | 13   | 4    | 4    | 4    | 4    |      | 4    |